# Nyesokwe
Nyesokwe är ett periodiskt vattendrag i Burundi.   Det ligger i provinsen Rutana, i den centrala delen av landet, 90 km sydost om huvudstaden Bujumbura.
Omgivningarna runt Nyesokwe är huvudsakligen savann. Runt Nyesokwe är det ganska tätbefolkat, med 239 invånare per kvadratkilometer.